# Aceite de adormidera

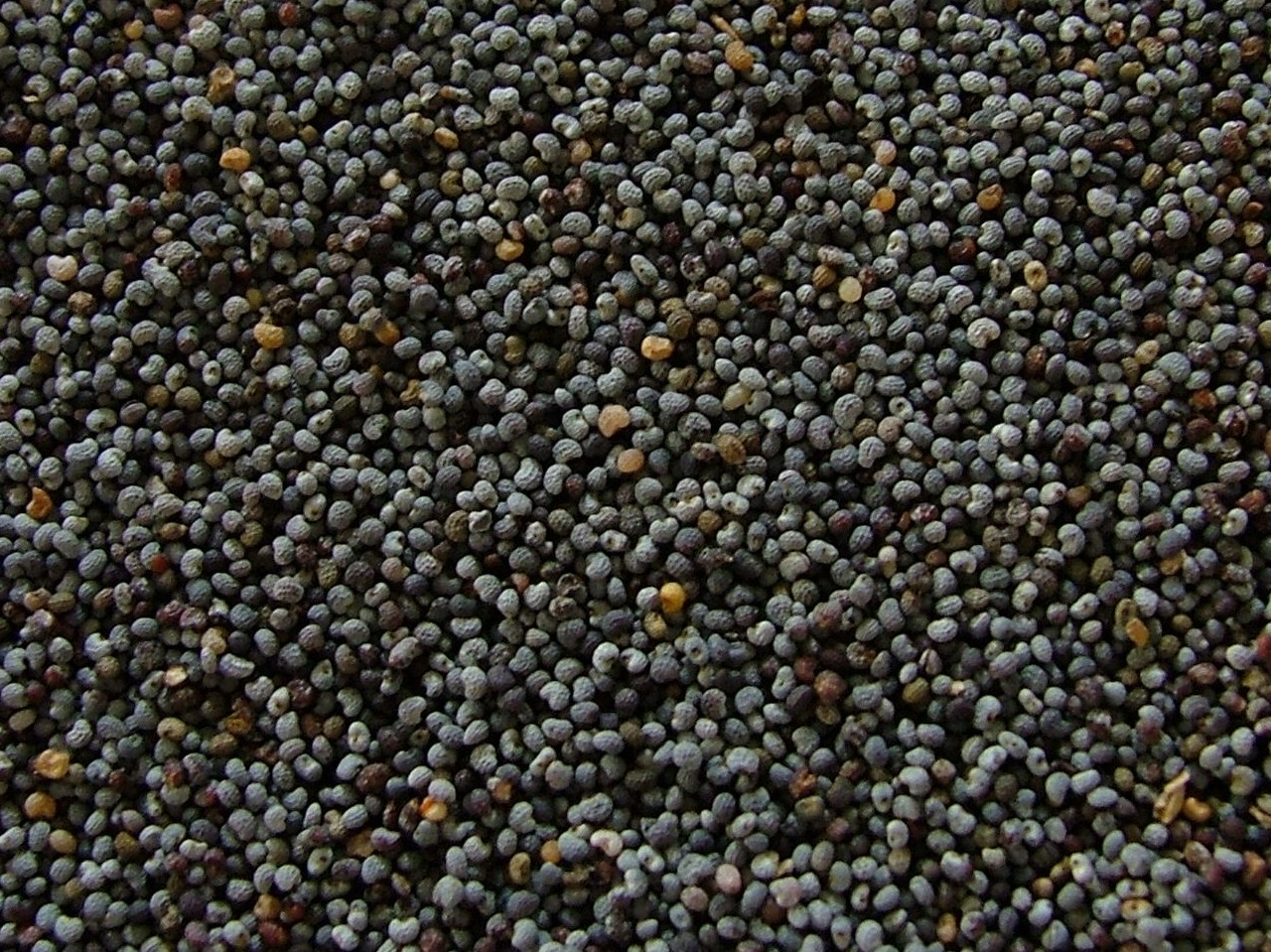
Papaver Somniferum, semillas.

Las semillas de la adormidera somnífera (Papaver somniferum) dan por presión un aceite fijo, dulce, bueno para comer y que en nada participa de las propiedades narcóticas de la cápsula. Este aceite se conoce en el comercio bajo el nombre de aceite de clavel.
Según el proceder de su fabricación, se distingue en aceite comestible, llamado más comúnmente aceite blanco, y aceite de fábrica, llamado aceite rojo. 

## Aceite blanco
El aceite de clavel blanco, reciente y de buena calidad, tiene una densidad de 0,930 pero cuando añejo y rancio es de 0,939. No se congela hasta 10° bajo cero, no se enrancia como el de aceitunas, es muy secante e inodoro. Su sabor es muy dulce, semejante al de la semilla y este gusto característico permite distinguir fácilmente su mezcla con el aceite de aceitunas sin sabor. Por la agitación tiene la propiedad de formar espuma. Se conserva tanto tiempo como el de aceitunas sin que se altere.
Se clarifica por el reposo en grandes vasos que se conservan en lugares calientes; pero, a pesar de esta clarificación . hay todavía necesidad de trasegarlo en los lugares de consumo. Sucede a veces que se desarrolla en los aceites que se posan una fermentación que les da un sabor agrio; pero por esto no pierden su propiedad comestible.

## Aceite rojo
Los aceites rojos participan de todas las propiedades de los aceites blancos. Solo difieren de ellos por el color, y la densidad que es algo mayor de 0,933. Este aceite unido al de aceitunas, en la proporción de 3 a 7, era consumido en Marsella en grandes cantidades para la fabricación de los jabones sólidos.

## Uso
Hay países en donde se ha empleado para la preparación de los alimentos pero su mayor uso ha sido para el alumbrado pues arde sin producir olor ni humo. Es empleado en pintura después de haberlo vuelto secante. Es el más estimado de los aceites después del de aceitunas y es mejor que el de colza y el de camelina.
Se había creído antiguamente que este aceite producía narcotismo, sin duda en razón de su origen, pero hoy día está demostrado que fue una ridiculez suponerle tal propiedad. El bagazo de semilla de adormidera, después de haber extraído su aceite, sirve para engordar el ganado.